# 입체선택성
입체선택성(立體選擇性, 영어: stereoselectivity)은 화학에서 새로운 입체중심의 비입체특이적 생성 또는 기존 입체중심의 비입체특이적 변형 중에 단일 반응물이 입체 이성질체의 불균등한 혼합물을 형성하는 화학 반응의 특성이다. 선택성은 다양한 생성물로 이어지는 기계적 경로의 입체 효과 및 전자 효과의 차이로 인해 발생한다. 입체선택성은 정도에 따라 달라질 수 있지만 두 경로 사이의 활성화 에너지 차이가 유한하기 때문에 결코 총체적일 수는 없다. 두 가지 생성물 모두 최소한 가능하며 단지 양만 다를 뿐이다. 그러나 유리한 경우에는 사용된 분석 방법으로 마이너 입체 이성질체가 검출되지 않을 수 있다.

## 같이 보기
- 입체특이성
- 위치선택성
- 화학선택성